# Stadion Międzynarodowy w Basrze
Stadion Międzynarodowy w Basrze (arab. مدينة البصرة الرياضية) to wielofunkcyjny stadion w mieście Basra w Iraku. Używany jest głównie do meczów piłki nożnej i jest domem reprezentacji Iraku w piłce nożnej. Stadion może pomieścić 65 000 fanów. Został wybudowany w 2012 roku, a otwarty w 2013. Obiekt jest częścią kompleksu sportowego Basra Sports City.